# 南海バス泉北営業所
南海バス泉北営業所（なんかいバスせんぼくえいぎょうしょ）は、大阪府堺市南区桃山台にある南海バスの営業所。南海泉北線栂・美木多駅から泉北1号線を泉ヶ丘駅方向に700mほど行った場所にあるが、営業所にバス停留所は設けられていない。南海高野線金剛駅近く（りそな銀行金剛支店裏）に金剛車庫（こんごうしゃこ）がある。

## 概要
堺市内の泉北ニュータウンとその周辺、大阪狭山市、富田林市西部を運行エリアとし、大阪狭山市のコミュニティバス「大阪狭山市循環バス」を受託運行している。かつては堺市美原区のコミュニティバスも運行していた（こちらを参照）。
金剛駅東口発着の路線では全日朝の便で前乗り先払い方式を採用している。

## 沿革
- 1970年7月21日：南海電鉄バス泉北営業所として新設。
- 1971年4月1日：泉ケ丘駅[注 1]開業。
- 1973年12月7日：栂・美木多駅開業。
- 1977年8月20日：光明池駅開業。
- 1978年12月15日：光明池営業所が新設され、当営業所から一部の路線が移管される。
- 2001年10月1日：南海電鉄から南海バスに移管される。
- 2003年3月19日：金剛駅西口にバスロータリーが完成し、駅から西側に向かう路線ののりばが東口から西口に移設される[1]。
- 2007年8月27日：金剛駅東口の平日朝の便で前乗り先払い方式を採用[2]。
- 2015年4月1日：PiTaPaおよび全国共通交通系ICカードに対応。
- 2015年12月5日：大野台（大阪狭山市）、寺池台、高辺台、久野喜台（いずれも富田林市）の停留所名が「-丁」から「-丁目」に変更された[3]。それまでは「高辺台3丁」のように停留所名から「目」が省略されていた（正式には富田林市高辺台3丁目[4]）。丁目から「目」を省略するのは堺市（美原区を除く）独特の呼称である。
- 2016年10月1日：南海バスの交通系ICカード「なっち」を導入。
- 2020年3月1日：系統番号を変更[5]。泉北営業所には200番台が割り振られる[5][6]。

## 現行路線

### 泉北泉ヶ丘地区線
泉ヶ丘駅を起点として、泉北ニュータウン・泉ヶ丘地区とその周辺地区を結んでいる。
循環系統が多く、経路も細かく設定されているが、朝夕ラッシュ時や早朝・夜間のみなど本数の少ない系統もある。泉ヶ丘駅におけるのりばも北側・南側それぞれに発着系統がある。

#### 八田荘団地・津久野駅前方面
泉ヶ丘駅と津久野駅を、八田荘団地経由で結ぶ系統。津久野駅前行きは日中のみ堺市立総合医療センター前を経由するが、泉ヶ丘駅行きは全便が同停留所を経由するので、211系統の泉ヶ丘駅行きは存在しない。
JR阪和線の駅にアクセスする系統であり、下記の八田西団地経由とともにかつては地域循環系統以外で本数も多く主力路線の一つであったが、大阪市営地下鉄御堂筋線（現：Osaka Metro）がなかもず駅まで延伸されて以降は利用者が減少している。
泉ヶ丘駅では北側1番のりば、津久野駅前では3番のりばから発車。
- 211系統：泉ヶ丘駅 → 深阪 → 伏尾 → 小阪 → 八田荘団地 → 文珠前 → 津久野駅前
- 211V系統：泉ヶ丘駅 - 深阪 - 伏尾 - 小阪 - 八田荘団地 - 文珠前 - 堺市立総合医療センター前 - 津久野駅前
  - 日中に30分間隔で運行される。

#### 八田西団地・津久野駅前方面
竹城台・泉北2号線経由で泉ヶ丘駅と津久野駅前を結ぶ。その他の運行形態は概ね上記の八田荘団地経由と同じである。
泉ヶ丘駅では北側2番のりば、津久野駅前では4番のりばから発車。
- 212系統：泉ヶ丘駅 → 若竹大橋 → 竹城台センター → 平井大橋 → 八田西団地 → 毛穴南 → 平岡西口 → 津久野駅前
- 212V系統：泉ヶ丘駅 - 若竹大橋 - 竹城台センター - 平井大橋 - 八田西団地 - 毛穴南 - 平岡西口 - 堺市立総合医療センター前 - 津久野駅前
  - 日中のみの運行で、平日は30分、土休日は40分間隔。
- 212C系統：津久野駅前 → 堺市立総合医療センター前 → 平岡西口 → 毛穴南 → 八田西団地 → 平井大橋 → 竹城台センター → 若竹大橋
  - 平日最終便として津久野駅前発のみ運行されている。泉ヶ丘駅まで行かずその2つ手前の若竹大橋にて運転を打ち切る、212V系統の区間便である。

#### 三原台回り
三原台を循環する系統。泉ヶ丘駅では北側3番のりばから発車。
- 213系統：泉ヶ丘駅 → 三原台南 → 三原台中学校前 → 三原台センター → 東大谷高校前 → 泉ヶ丘駅
  - 左回りのみの運行で終日設定されており、日中は30分間隔。

#### 竹城台回り
竹城台を循環する系統で、前記212系統の区間便となる。泉ヶ丘駅でののりばも212系統と同様。
- 214系統：泉ヶ丘駅 → 竹城台口 → 竹城台センター → 泉ヶ丘駅
  - 右回りのみ早朝と平日夜間に1便ずつ運行される。

#### 宮山台回り
宮山台を循環する系統で、前記211系統と東山営業所担当の堺東・泉ヶ丘線102系統の区間便を兼ねる。泉ヶ丘駅でののりばもこれら2系統と同様。
- 215系統：泉ヶ丘駅 - ＜野田尾 - 竹城台口 - 宮山台小学校前 - 伏尾 - 深阪 - 野田尾＞ - 泉ヶ丘駅
  - 左回りは早朝のみ、右回りは朝ラッシュ時と夜間に運行される。

#### 若松台回り
若松台を循環する系統。後述する畑・鉢ヶ峯線と経路が一部重複する。
泉ヶ丘駅では南側2番のりばから発車。
- 216系統：泉ヶ丘駅 - 茶山台 - 若松台センター - 泉北高校前 - 泉ヶ丘駅
  - 両回りともに運行されているが、いずれも不均一間隔である。
  - 平日は朝ラッシュ終わりまでは全て右回り。右回りは以降12時台まで1時間に1本運行されるが、その後は夕ラッシュ以降に3本運行されるのみ。一方、土休日は夕方まで概ね1時間間隔で運行されるが、以降は極端に本数が減る。
  - 左回りは平日早朝〜朝ラッシュ以外はほぼ終日設定されている。右回りが運行されない時間帯は本数が倍程度になる。

#### 晴美台回り
晴美台を循環する系統。 地区内循環の中でも本数は多い部類に入るが基本的に右回りで運行され、左回りの本数は少ない。
現在でも土曜ダイヤが存在し、朝や日中に土曜日のみ運行される便がある。時刻表は土曜と日祝が同一のものとなっており、土曜のみ運行される便には印が付けられている。
派生系統として晴美台から後述の218系統がカバーする茶山台・槙塚台方面へ向かうものもある。
泉ヶ丘駅では南側4番のりばから発車。
- 217系統：泉ヶ丘駅 - ＜茶山台2丁 - 晴美台2丁 - 晴美台センター - はるみ小学校前 - 槇塚台センター - 茶山台2丁＞ - 泉ヶ丘駅
  - 日中1時間あたり3〜5本、全て右回りで運行される。平日の朝のみ、午前7時19分発晴美台センター発の右回りの便が運行されている
  - 左回りは朝夕の数本のみ。日祝ダイヤのみ、左回りの第1便は17時台となっている[注 2]。
  - 2015年4月1日より高倉台回りの経路変更・停留所増設の影響で左回りのみ晴美台1丁にも停車するようになった[7]。

- 226系統：泉ヶ丘駅 → 晴美台センター → はるみ小学校前 → 槇塚台2丁 → 茶山台センター → 泉ヶ丘駅
  - 晴美・槇塚台回りとして平日朝4便のみ運行。2012年1月16日の改正で新設された。

#### 槇塚台回り
茶山台・槇塚台を循環する系統。右回りは午前中、左回りは午後に運行される。
泉ヶ丘駅では南側3番のりばから発車。
- 218系統：泉ヶ丘駅 - ＜茶山台センター - 槇塚台センター - 槇塚台2丁 - 槇塚台1丁 - 茶山台センター＞ - 泉ヶ丘駅
  - 本数が増える平日ラッシュ時を除き、ほぼ終日1時間あたり3本設定。
- 218C系統：泉ヶ丘駅 → 茶山台センター → 槇塚台2丁 → 槇塚台センター → 槇塚台1丁
  - 2012年1月16日の改正で、18-1系統として新設された。
  - 平日最終便のみの運行。

#### 高倉台回り
高倉台・晴美台を循環する系統で、右回りは10時台まで、左回りは11時以降に運行する。
299系統と299C系統は平日朝の通学時間帯に中央線経由でショートカットして堺東高校へ直行する便（駅から高校までは無停車）で休校日は運休。
泉ヶ丘駅とスマ・エコタウン晴美台を結ぶ27系統が廃止された代替措置として、2015年4月1日よりスマ・エコタウン晴美台経由の経路となった。このため、晴美台1丁には高倉台右回りのみが停車する。
泉ヶ丘駅では南側5番のりばから発車。
- 219系統：泉ヶ丘駅 - ＜三原台1丁 - 堺東高校前 - スマ・エコタウン晴美台 - 高倉台センター - 三原台1丁＞ - 泉ヶ丘駅
- 299系統：泉ヶ丘駅 → 堺東高校前 → スマ・エコタウン晴美台 → 高倉台センター → 三原台1丁 → 泉ヶ丘駅
- 299C系統：泉ヶ丘駅 → 堺東高校前
  - 2017年8月26日に19-3系統として新設。

#### 狭山ニュータウン・金剛方面
泉ヶ丘駅と金剛駅を、桃山学院教育大学や狭山ニュータウン経由で結ぶ系統。
学校授業日のみ運行される系統として帝塚山学院大学、帝塚山学院泉ヶ丘中学校・高等学校の生徒輸送用の急行系統もあるが、これらは一般客の利用も可能。
泉ヶ丘駅では220・221系統は南側1番、222・282系統は同4番のりばから、金剛駅前では西口5番のりばから発車。
- 220系統：泉ヶ丘駅 → ＜槇塚台センター → 桃山学院教育大学前 → 西山台南 → 狭山ニュータウンセンター → 近畿大学病院前 → 西山台南 → 桃山学院教育大学前 → 槇塚台センター＞ → 泉ヶ丘駅
  - 後述する狭山ニュータウン線の区間便のような形態で平日の早朝と夜間にのみ運行される。
  - 陶器山トンネル開通前は岩室経由で運行されていた。1986年6月17日改正で現在の経路となり増便されたが[8]、狭山ニュータウン線250系統（泉北コミュニティバス）の開設により一部時間帯のみの運行となった。

- 221系統：泉ヶ丘駅 - 桃山学院教育大学前
  - 上記停留所のみ停車。
  - 桃山学院教育大学の学生輸送を主目的とする便（一般客の利用も可能）で、学校の通常授業開講日（土・日・祝除く）に運行される。なお、大学側では220系統と異なり東門前発着となる[9]。。

- 222系統：泉ヶ丘駅 - 槇塚台センター - 帝塚山学院泉ヶ丘校前 - 晴美台センター - 堺東高校前 - 岩室 - 金剛駅前
  - 後述する狭山ニュータウン線の250系統とは別ルート（大阪府道堺狭山線・岩室経由）で泉ヶ丘駅と金剛駅を結ぶ。本数は昼間約30 - 60分間隔、最終便も早いので、本数面では狭山ニュータウン線の250系統が有利だが、所要時間はこちらのほうが短い。
  - 217系統の晴美台左回りの補完の役割も兼ねている。

- 282系統：泉ヶ丘駅  - 帝塚山学院泉ヶ丘校前
  - 上記停留所のみ停車。

### 畑・鉢ヶ峯線
運行当初は堺東と片蔵を結ぶ「片蔵線」で、延長されて畑もしくは鉢ヶ峯まで行くようになった。泉ケ丘駅開業時に同駅で系統分割され、豊田・泉ヶ丘線と畑・鉢ヶ峯線に分割された。前者についてはその後の再編で堺東・泉ヶ丘線に名称変更され、現在は東山営業所が運行している。
223系統は便数が少なく、3時間程度間隔が開く時間帯もある。224系統は1時間に1〜2便程度、229系統は休日ダイヤで昼間に1時間に1便の運行だが、お盆・彼岸の時期前後には増発され、平日ダイヤ適用日でも運行される日がある。
旧23系統と旧24系統は、以前は若松台1丁経由だったが、2010年11月1日より若松台センター経由の遠回りルートに変更された。
泉ヶ丘駅では南側2番のりばから発車。
- 223系統：泉ヶ丘駅 - 若松台センター - 片蔵 - 畑
- 224系統：泉ヶ丘駅 → ＜若松台センター → 片蔵 → 泉田中南 → 明正 → 鉢塚 → 鉢ヶ峯 → 泉田中南 → 片蔵 → 若松台センター＞ → 泉ヶ丘駅
  - 朝に明正始発便がある。この区間便は2020年までは下記の現224C系統とともに24-1系統であった。
- 224C系統：泉ヶ丘駅 → 若松台センター → 片蔵 → 泉田中南 → 明正 → 鉢塚 → 鉢ヶ峯 → 泉田中南
- 229系統：泉ヶ丘駅 → 鉢塚 → 堺市立霊堂前 → 鉢ヶ峯 → 公園墓地北口 → 泉ヶ丘駅
  - 泉ヶ丘駅 → 鉢塚、公園墓地北口 → 泉ヶ丘駅は無停車。
  - 休日のみの運行。

### 泉ヶ丘・ハーベストの丘線
その名の通り、泉ヶ丘駅と堺・緑のミュージアムハーベストの丘を結ぶ路線で、急行運行を行っており下記の停留所以外には停車しない。
泉ヶ丘駅では南側6番のりばから発車。
- 225V系統：泉ヶ丘駅 - 御池台2丁東 - 御池台南 - 堺・緑のミュージアムハーベストの丘
- 225系統：泉ヶ丘駅 - 御池台南 - 堺・緑のミュージアムハーベストの丘

平日は225V系統が、土休日は225系統が運行される。途中の運行経路に違いがあるため、御池台南停留所は双方の系統で場所が大きく異なる。3月から10月や特定日は増便される。冬季のハーベストの丘の休園日には全便運休となる。

### 泉北栂地区線
栂・美木多駅を起点として、泉北ニュータウン・栂地区を運行している。一部系統は泉ヶ丘駅や津久野駅前まで乗り入れている。
泉ヶ丘駅への乗入れは2012年10月29日からである。御池台・原山台・庭代台回りは平成以前は光明池営業所が担当していた。

#### 御池台回り
栂地区で最も南にある、御池台を走る。右回りのみの運行で、運行本数は1時間に3 - 6便。泉ヶ丘駅発着便は昼間のみ1時間に2便運行される。
栂・美木多駅では4番のりばから発車。
- 232系統：（泉ヶ丘駅 → ）栂・美木多駅 → 原山台3丁 → 御池台1丁 → ＜御池台センター → 御池台2丁 → 御池台3丁 → 御池台センター＞ → 御池台1丁 → 原山台3丁 → 栂・美木多駅
  - 泉ヶ丘駅発や御池台2丁発の栂・美木多駅行きもある。
- 232L系統：泉ヶ丘駅 → 栂・美木多駅 → 原山台3丁 → 御池台1丁 → ＜御池台センター → 御池台2丁 → 御池台3丁 → 御池台センター＞ → 御池台1丁 → 原山台3丁 → 栂・美木多駅 → 泉ヶ丘駅
- 232C系統：栂・美木多駅 → 原山台3丁 → 御池台1丁 → 御池台センター → 御池台2丁 → 御池台3丁 → 御池台センター → 御池台3丁
  - 2020年3月31日まで運行されていた深夜バスは、これと同一経路であった。

#### 原山台回り
栂・美木多駅のすぐ南にある、原山台を走る。左回りのみの運行で、運行本数は平日の朝と夕方は1時間に2便、その他の時間は1時間に1便。
栂・美木多駅では1番のりばから発車。
- 234系統：栂・美木多駅 → ＜原山台口 → 原山台小学校前 → 原山台センター → 敷物団地 → 原山台口＞ → 栂・美木多駅
  - 2012年1月16日の改正以前は原山台小学校前から原山台4丁と原山台センターを循環して原山台小学校へ戻っており（初代）、原山台5丁へはこの改正で経由するようになった。

#### 庭代台回り
御池台と原山台の間にある、庭代台を走る。右回りと左回りを合わせると平日は1時間に3 - 5便、土休日は3便の頻度である。泉ヶ丘駅発着は昼間のみ1時間に2便運行される。右回りは終日運行。左回りは9時以降の運行となり、夜間は庭代台東口止めとなる便もある。
栂・美木多駅では3番のりばから発車。
- 235系統：（泉ヶ丘駅 → ）栂・美木多駅 - ＜原山台3丁 - 原山台4丁 - 庭代台東口 - 庭代台小学校前 - 庭代台センター - 庭代台西口 - 原山台3丁＞ - 栂・美木多駅
  - 泉ヶ丘駅発や庭代台東口発庭代台センター経由の栂・美木多駅行きもある。
- 235L系統：（泉ヶ丘駅 → ）栂・美木多駅 - ＜原山台3丁 - 原山台4丁 - 庭代台東口 - 庭代台小学校前 - 庭代台センター - 庭代台西口 - 原山台3丁＞ - 栂・美木多駅 → 泉ヶ丘駅
- 235C系統：栂・美木多駅 → 原山台3丁 → 庭代台西口 → 庭代台センター → 庭代台小学校前 → 庭代台東口

#### 桃山台経由津久野駅前方面
栂・美木多駅の北にある、桃山台の東側を経由して津久野駅に向かう。なお、桃山台の西側は光明池営業所307系統が経由している。
日中のみ、1時間 - 2時間毎程度の運行となる。ただし、小代 - 津久野駅前の区間は泉ヶ丘駅発着の212系統と同一経路を運行しており、そちらは30 - 40分間隔で運行される。
栂・美木多駅では1番、津久野駅前では4番のりばから発車。
- 233V系統：栂・美木多駅 - 桃山台1丁 - 小代 - 平井大橋 - 八田西団地 - 平岡西口 - 堺市立総合医療センター前 - 津久野駅前
  - 2024年10月7日の改正以前は堺市立総合医療センター前を経由しない233系統が朝夕に運行されていた。

### 狭山ニュータウン線

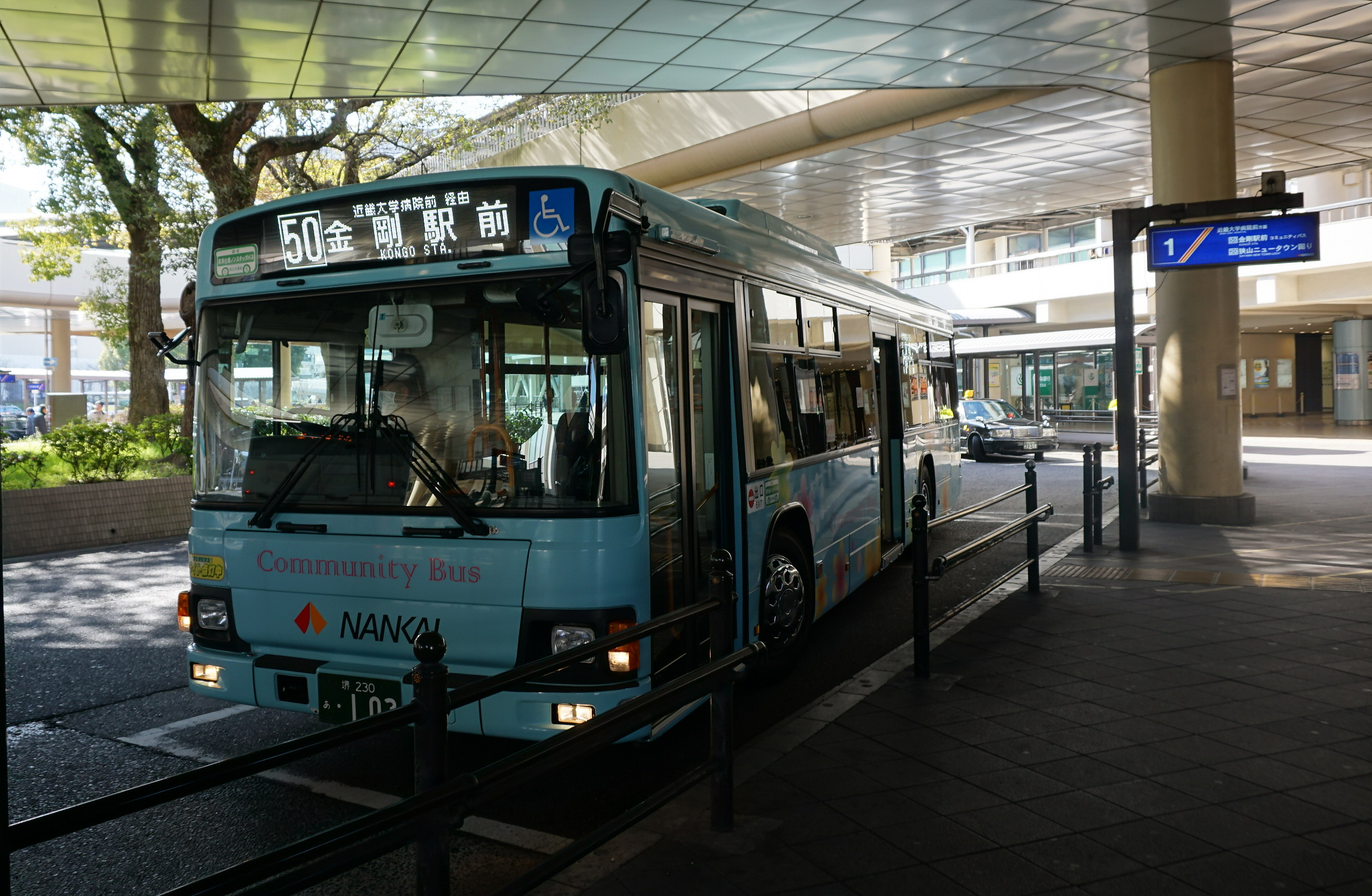
泉北コミュニティバス

「泉北コミュニティバス」と呼ばれるハイグレードサービスを行う路線。自治体から運行委託されるコミュニティバスではなく、一般路線バスの路線愛称である。専用の大型ノンステップバスによる運行が基本であるが、他路線と共用の一般バス（ノンステップバスとは限らない）による運行も珍しくない。
金剛駅前（西口）と泉ヶ丘駅（南口）の間を、狭山ニュータウン地区・陶器山トンネル・泉北ニュータウン槇塚台地区を経由して運行される。ただし一部系統は狭山ニュータウン地区始発終着、もしくは循環して出発地に戻る運行形態となっている。また、泉ヶ丘駅 - 狭山ニュータウン地区の区間運転便として、泉北泉ヶ丘地区線220系統が運行されている（前述）。運転頻度はおおむね10 - 15分毎。
金剛駅前では西口4番のりば、泉ヶ丘駅では南側1番のりばから発車。
- 250系統：金剛駅前 - 今熊 - 狭山ニュータウンセンター - 近畿大学病院前 - 西山台南 - 桃山学院教育大学前 - 槇塚台センター - 泉ヶ丘駅
- 251C系統：金剛駅前 → 今熊 → 狭山ニュータウンセンター → 近畿大学病院前 → 西山台南 → 狭山ニュータウンセンター
- 251系統：狭山ニュータウンセンター → 近畿大学病院前 → 西山台南 → 狭山ニュータウンセンター → 今熊 → 金剛駅前
- 252系統：金剛駅前 → 今熊 → 狭山ニュータウンセンター → 近畿大学病院前 → 西山台南 → 狭山ニュータウンセンター → 今熊 → 狭山西小学校前 → （通過） → 半田 → 金剛駅前
  - 急行。狭山西小学校前から半田までノンストップ。

1987年11月1日、これまでの狭山ニュータウン地区と金剛駅前・泉ヶ丘駅を結ぶ系統を統合して通し運転（一部便除く）とし、その際に観光マスクの車両を投入してサービスアップを図るとともに「コミュニティバス」の愛称が与えられた。当時の塗装は先行して堺営業所で運行されていた「堺シャトルバス」と同様で、「SHUTTLE」の部分が「COMMUNITY」とされていた。
2000年に当路線専用のノンステップバスに置き換えられ、さらに2013年4月1日に車両置き換えが行われた。引き続き当路線専用のラッピングが施され、ハイバックシートが使われるなど、以前より格差は縮小したものの一般車より高いグレードの車両となっている。

### 金剛東団地線
金剛駅東側に広がる富田林市の金剛東団地を循環する。循環経路内では近鉄長野線富田林駅から来る近鉄バス金剛東団地線と経路が重なる。近鉄バスも団地内では南海バスに運賃を合わせている。団地内から大阪方面へは南海高野線のほうが利便性が高いため、運行頻度も南海バスのほうが高い。
毎年8月1日のPL花火の際は金剛東団地内で交通規制が敷かれるため、257系統と258系統の双方の区間便のような経路の54系統が運行される。夕方以降のみの運行で、金剛駅前発が16時頃から20時頃は左回り、それ以降は右回りで運行される。津々山・小金台回りの開業前は北回りとして毎日運行していた。
2012年10月1日から12月31日までと2013年9月1日から11月30日まで、富田林市の社会実験として近鉄バス八尾営業所と共同で急行の運行が行われていた。前者では金剛東団地内の2社が重複する区間は通過運転し、両社が従来単独となっている区間に限り停車。後者は両社単独区間の途中停留所も通過となり、金剛駅前から富田林駅前まで直行に変更された。

#### 向陽・藤沢台回り
日中は1時間に3本程度運行される。金剛駅前では東口1番のりば発。
- 257系統：金剛駅前 → 高辺台3丁目 → 中央センター前 → 向陽台2丁目 → 藤沢台6丁目 → 金剛高校前 → 高辺台3丁目 → 金剛駅前

#### 津々山・小金台回り
日中は概ね30分間隔での運行。金剛駅前では東口2番のりば発。
- 258系統：金剛駅前 → 高辺台小学校前 → 津々山台2丁目 → 小金台2丁目 → 中央センター前 → 高辺台小学校前 → 金剛駅前
- 258C系統：金剛駅前 → 高辺台小学校前 → 津々山台2丁目 → 小金台2丁目東
- 259系統：金剛駅前 → 高辺台3丁目 → 津々山台2丁目 → 小金台2丁目 → 中央センター前 → 高辺台3丁目 → 金剛駅前
  - 平日朝7～8時台に258系統に代わって運行される。始発から8時台までは前乗り先払い方式が実施される。乗車区間により運賃が異なるため乗車時に降車停留所を申告する必要がある（申告運賃制）。

### 金剛団地線
金剛東団地線とともに金剛団地を循環する路線。同様に朝のみ前乗り先払い方式を実施する。
日中は概ね30分間隔での運行。金剛駅前では東口3番のりば発。
- 260系統：金剛駅前 → 寺池台3丁目 → 高辺台2丁目 → 高辺台3丁目 → 金剛駅前

統合され60系統に変更される以前は、寺池台1丁から直接久野喜台2丁に出て金剛駅前に戻る55系統と、金剛駅前から久野喜台2丁、寺池台1丁を経由し、高辺台2丁に向かう56系統が運行されていた。

### 大阪狭山市循環バス
大阪狭山市から運行受託するコミュニティバス。

### 4市町村コミバス
2023年12月21日より運行を開始した金剛バスの廃止代替路線を運営する4市町村コミバスのうち千早線・東條線の2路線の運行を受託した。

## スクールバス

### 大阪大谷大学
- 金剛駅前 - 大阪大谷大学

専用塗装の日野・リエッセが使用される。通学時間帯のみの運行。

### 東大谷高等学校
- 富田林駅前 - 金剛駅前 - 東大谷高等学校
- 泉大津駅前 - 和泉府中駅前 - 東大谷高等学校

専用の三菱ふそう・エアロスター、もしくは日野リエッセIIで運行。